# امواج جادویی
امواج جادویی یک مجموعه تلویزیونی محصول سال ۱۳۷۹ به کارگردانی و تهیه‌کنندگی محمد عمرانی و نویسندگی رضا عمرانی می‌باشد که از شبکه یک پخش شد. این مجموعه در ۸ قسمت ۴۴ دقیقه‌ای با همکاری تأمین برنامه شبکه یک صدا و سیمای مرکز مازندران تهیه شد.

## خلاصه داستان
مجری یک برنامه تلویزیونی قصه‌ای را برای تماشاگران تعریف می‌کند که آدم‌هایش ساکنین مجموعه آپارتمانی شش طبقه‌اند. در این قصة طنزآمیز تلویزیون نقش مؤثری دارد
شما چه می‌کردید اگر در تلویزیون خانه تان چیزی می‌دیدید که دیگران قادر به دیدن آن نباشند؟

## بازیگران
- احمد آقالو
- بیوک میرزایی
- آناهیتا همتی
- بهروز مسروری
- فریبا متخصص
- بهرام ابراهیمی
- شهین نجف‌زاده
- محمد عمرانی
- صفا آقاجانی
- حمید یزدانی
- ماندانا اصلانی
- سلمان خطی
- منوچهر علی‌پور
- مهرخ افضلی
- عبدالعلی کمالی
- احمد شمس عاصف
- عباس وفایی
- سعیده ساداتی

## عوامل تولید
- کارگردان و تهیه‌کننده: محمد عمرانی
- نویسنده و مشاور کارگردان: رضا عمرانی
- تصویر: حسن عمادی
- نورپرداز: شهرام بادکوبه
- چهره پردازان: محمدرضا صحیفی و مینا قدسی
- صدابردار: شاهرخ استادحسن
- مدیر تولید: جواد پیشگر
- برنامه‌ریز و دستیار کارگردان: سلمان خطی
- منشی صحنه: سیمین آزادی